# Park Bristol
Park Bristol (srbsky Парк Бристол) je park v centrální části srbské metropole Bělehradu. Vymezují jej ulice Karađorđeva, Zemunski put, Železnička a Hadži Nikole Živkovića. Park se nachází v blízkosti bělehradského železničního nádraží a historicky první banky ve městě.
Svůj název má podle nedalekého hotelu Bristol. Park byl zřízen na začátku 20. století; odpovědnou osobou za jeho vznik byl Luka Ćelović. Během německé okupace Srbska byl park rozdělen ulicí na dvě části; jižní část byla později přebudována v roce 1984 na autobusové nádraží.
Díky blízkosti k významným dopravním tepnám (výstupní stanice bývalého autobusového nádraží se nacházela na okraji parku) se v květnu 2015 stal park častým odpočívadlem nelegálních imigrantů, kteří ze Severní Makedonie cestují tzv. balkánskou cestou. V srpnu 2015 se tento park i přes intervence policie proměnil ve stanové městečko. Jeho kapacita byla naplněna a uprchlíci ze zemí Afriky a Blízkého východu začali obsazovat i některé další parky v nedaleké blízkosti. V parku, který se stal symbolem imigrační krize, působí od léta 2015 pracovníci neziskových organizací, srbského Červeného kříže a UNHCR.
V červenci 2016 se začali v tomto parku opět shromažďovat migranti a uprchlíci, kteří se pokoušeli dostat do západní Evropy tzv. Balkánskou cestou.